# Macaé
Macaé – miasto i gmina w Brazylii, w stanie Rio de Janeiro. Znajduje się w mezoregionie Norte Fluminense i mikroregionie Macaé.
W mieście mają siedzibę kluby piłkarskie Macaé EFC i Serra Macaense.